# FuckALoop
FuckALoop, parfois typographié Fuckaloop, est un groupe de musique électronique français composé de Tacteel et Para One. DJ Orgasmic est associé au duo.

## Biographie
Le groupe est formé par deux DJ venant du milieu hip-hop : Tacteel (Jérôme Echenoz), ancien membre du groupe ATK et cofondateur du label indépendant Institubes ; et Para One (Jean-Baptiste de Laubier), producteur indépendant d'électro-hip-hop. « On a commencé à acheter des disques ensemble, à se balader dans Paris, à squatter en studio, puis naturellement à faire de la musique ensemble. Pour TTC, on faisait chacun nos sons, et simultanément nous avons monté FuckALoop, un projet d'expérimentation pure », explique Para One.
Le duo collabore souvent avec le groupe TTC et le collectif l'Armée des 12, et produit 10 titres de l'album Bâtards Sensibles de TTC. « On s’est pas mal baladés à l’époque, on avait notre groupe qui s’appelait FuckALoop, et on bougeait en parallèle de TTC, c’était très joyeux », explique Para One. Le titre Moonchild de Klaus Doldinger est samplé par Para One et Tacteel (Fuckaloop) pour le titre Sans fin. En 2005, FuckALoop et TTC lancent un concours de remixes.